# Гурриел, Лурдес (младший)
Лурдес Юнельки Гурриел Кастильо—младший (исп. Lourdes Yunielki Gourriel Castillo; 19 октября 1993, Санкти-Спиритус) — кубинский бейсболист, игрок клуба Главной лиги бейсбола «Аризона Даймондбэкс». Участник Матча всех звёзд лиги 2023 года. До побега с Кубы выступал за клубы Национальной серии, играл в составе сборной. Сын олимпийского чемпиона 1992 года Лурдеса Гурриела.

## Карьера
Профессиональную карьеру Гурриел начал в команде Кубинской национальной серии «Санкти-Спиритус». Вторым его клубом стал «Индустриалес» из Гаваны. В сезоне 2015 года он сыграл за команду в 43 играх, отбивая с показателем 32,1 %. После окончания сезона Гурриел вместе с братом Юли согласовал контракт с японским клубом «Иокогама ДеНА Бэй Старз», но за него не сыграл ни одного матча. В феврале 2016 года в составе сборной Кубы он участвовал в матчах Карибской серии в Доминиканской Республике, а после турнира вместе с братом совершил побег из расположения национальной команды. Кубинский бейсбольный историк Исмаэль Сене заявил, что это печальный день для национального бейсбола.
В августе 2016 года Гурриел получил статус свободного агента и месяцем позже принял участие в тренировочном лагере в Панаме, после чего провёл тренировки в клубах, проявивших к нему интерес. Сайт Лиги поставил Лурдеса на шестое место в рейтинге самых перспективных иностранных игроков. В ноябре он подписал семилетний контракт с «Торонто Блю Джейс», сумма соглашения составила 22 млн долларов. Начало регулярного чемпионата в 2017 году Гурриел пропустил из-за травмы, сыграв всего в 18 играх за «Данедин Блю Джейс». 11 июля его перевели в состав клуба AA-лиги «Нью-Гэмпшир Фишер Кэтс». Осенью Лурдес получил дополнительную игровую практику в клубе Аризонской лиги «Пеория Джавелинс».
Сезон 2018 года Гурриел удачно начал в составе «Фишер Кэтс», в первых двенадцати играх отбивая с показателем 34,7 %. Уже 20 апреля он был вызван в основной состав «Блю Джейс» и дебютировал в Главной лиге бейсбола. В июле он отбивал больше одного хита в десяти играх подряд, повторив рекорд для новичков, установленный Джо Джексоном в 1911 году. Результативная серия прервалась на одиннадцатой игре из-за травмы. Всего в июле Гурриел провёл 17 игр, в которых отбивал с показателем 42,3 %, выбив по четыре дабла и хоум-рана. По итогам месяца он был признан лучшим новичком Американской лиги.
Всего в составе «Блю Джейс» Гурриел отыграл пять сезонов, отбивая с эффективностью 28,5 %. В двух из них он выбивал по двадцать хоум-ранов. В декабре 2022 года его и кэтчера Габриэля Морено обменяли в «Аризону Даймондбэкс» на аутфилдера Долтона Варшо. Сезон 2023 года он в целом провёл нестабильно, чередуя удачные месяцы со слабыми, но по его итогам установил личные рекорды по количеству выбитых хитов, хоум-ранов и даблов. Летом Гурриел впервые был приглашён на Матч всех звёзд лиги. Всего в регулярном чемпионате он провёл 145 игр с показателем отбивания 26,1 %. В плей-офф, в котором «Аризона» дошла до Мировой серии, он сыграл в 17 матчах, отбивая с эффективностью 27,3 %. После окончания сезона Гурриел получил статус свободного агента. В декабре 2023 года он подписал с «Даймондбэкс» новый трёхлетний контракт на общую сумму 42 млн долларов.